# Afonso Lourenço de Carvalho
Afonso Lourenço de Carvalho foi um nobre do Reino de Portugal onde deteve o senhorio de Souto de El-Rei, localidade que corresponde à actual Vila Nova de Souto d'El-Rei, freguesia portuguesa do concelho de Lamego.

## Relações familiares
Foi filho de Lourenço Rodrigues de Carvalho e de Branca Lourenço, senhora do Prazo de Souto d'El-Rei. Casou com Mór Rodrigues de Freitas filha de Rui Martins de Freitas, de quem teve:
1. Diogo Afonso de Carvalho (1400 -?) casou com Branca Pinheiro,
2. Martim Gomes de Carvalho,
3. Branca Lourenço de Carvalho casou com Rui Lopes Rebelo,
4. Lourenço Afonso de Carvalho (1440 -?), senhor de Souto de El-Rei e casado com Branca Lourenço de Lima (1445 -?),
5. Gonçalo Afonso de Carvalho.